# Атарщиков, Георгий Семёнович
Георгий Семёнович Атарщиков (Егор, Атаришков) (6 [18] января 1816 — 9 [21] февраля 1885) — русский генерал, участник Кавказских войн.

## Биография
Родился 6 (18) января 1816 года. Образование получил в частном учебном заведении.
Службу начал в 1831 году рядовым казаком в Моздокском казачьем полку, откуда, в 1840 году, переведён в Кубанский казачий полк. 18 (30) июня 1836 года Атарщиков был произведён в хорунжие.
Участвуя в беспрерывных экспедициях против горцев, все награды получил за боевые отличия, и, как выдающийся офицер, в 1848 году зачислен в состав команды линейных казаков Государева конвоя.
С 1852 по 1855 в звании штабс-ротмистра командовал сводным Кавказским линейным казачьим полком. В июле 1859 году, назначенный командиром 4-й бригады бывшего Кавказского линейного войска, принял участие в экспедиции того же года по покорению абадзехов и участвовал в экспедиции в верховья р. Фарса на урочище Хамкенты, в 1860 году содействовал операциям главного Шапсугского отряда и был произведён в полковники.
Затем 1863 и 1864 году он провёл в Пшехском отряде, имевшем своей задачей окончательное покорение горцев правого фланга Кавказской линии и в марте 1865 года командирован в Петербург депутатом от войска, для принесения Государю благодарности за пожалование кубанским казакам Всемилостивейшей грамоты. Произведённый 29 мая (10 июня) того же года в генерал-майоры с окончанием военных действий на Кавказе, Атарщиков в 1871 году зачислен по Кубанскому казачьему войску, а с 1876 году до кончины своей состоял при Кавказской армии.
Умер 9 (21) февраля 1885 года. Похоронен в Воскресенском Новодевичьем монастыре в Санкт-Петербурге.

## Семья
дети
- Александра Егоровна;
- Ольга Егоровна;
- Маргарита Егоровна;
- Михаил Егорович;
- Иван Егорович.

## Награды
- знак отличия Военного ордена (1833);
- орден Святой Анны 4-й степени с надписью «За храбрость» (1838);
- орден Святой Анны 3-й степени с бантом (1840);
- орден Святого Владимира 4-й степени с бантом (1841);
- знак отличия беспорочной службы за 15 лет (1854);
- орден Святого Станислава 2-й степени с императорской короной (1858);
- орден Святой Анны 2-й степени с мечами и императорской короной (1863);
- орден Святого Владимира 3-й степени с мечами (1869);
- орден Святого Станислава 1-й степени (1871).

## Сочинения
- Заметки старого кавказца о военной и административной деятельности на Кавказе генерал-лейтенанта барона Григория Христофоровича Засса (Сырой материал для истории покорения Кавказа) / Георгий Атарщиков // Военный сборник. 1870. — Т. 74. — № 8. — С. 309—333.